# Erich Ackermann
Erich Alfred Benedictus Ackermann (* 5. Januar 1900 in Leipzig; † 20. Januar 1983 in München) war ein deutscher Verleger, Buchhändler und Mitinhaber der Verlagsbuchhandlung und Buchdruckerei B. G. Teubner in Leipzig sowie Rittergutsbesitzer.

## Leben
Erich Ackermann war Sohn des Verlegers Alfred Ackermann und übernahm, nachdem sich 1916 sein Vater aus dem Geschäft zurückgezogen hatte, als Mitinhaber die Verlagsbuchhandlung in Leipzig.
Seine Kindheit verbrachte er zum Teil auf dem Rittergut Gundorf bei Leipzig, das sein Großvater 1881 erworben hatte und das er 1922 von seinem Vater übernahm.

## Familie
Am 17. Februar 1929 heiratete er Fanny von Restorff in Berlin, die Mitinhaber der Verlagsbuchhandlung und Buchdruckerei B. G. Teubner.